# Lao Central Airlines
Lao Central Airlines — приватна авіакомпанія в Лаосі.
Раніше авіакомпанія називалася Phongsavanh Airlines.

## Історія
Сучасну історію авіакомпанія веде з січня 2010 року, коли авіакомпанія була викуплена Phongsavanh Group.
У 2011 році був проведений ребрендинг, авіакомпанія отримала новий бренд, складну назву було замінено на сучасне, що за словами керівництва робить авіакомпанію «більш впізнаваною в Лаосі та закордоном, а також допомагає людям зорієнтуватися, що авіакомпанія є лаоської».

## Діяльність
Авіакомпанія позиціонує себе як «преміум лоу-кост» перевізник. Lao Central виконує рейси з аеропорту Ваттай, розташованого в 3 кілометрах від столиці країни - В'єнтьян. На даний момент польоти здійснюються в Бангкок(Суварнабхум) і Луангпхабанг.
У грудні 2013 року Lao Central призупинила польотну діяльність.

## Флот

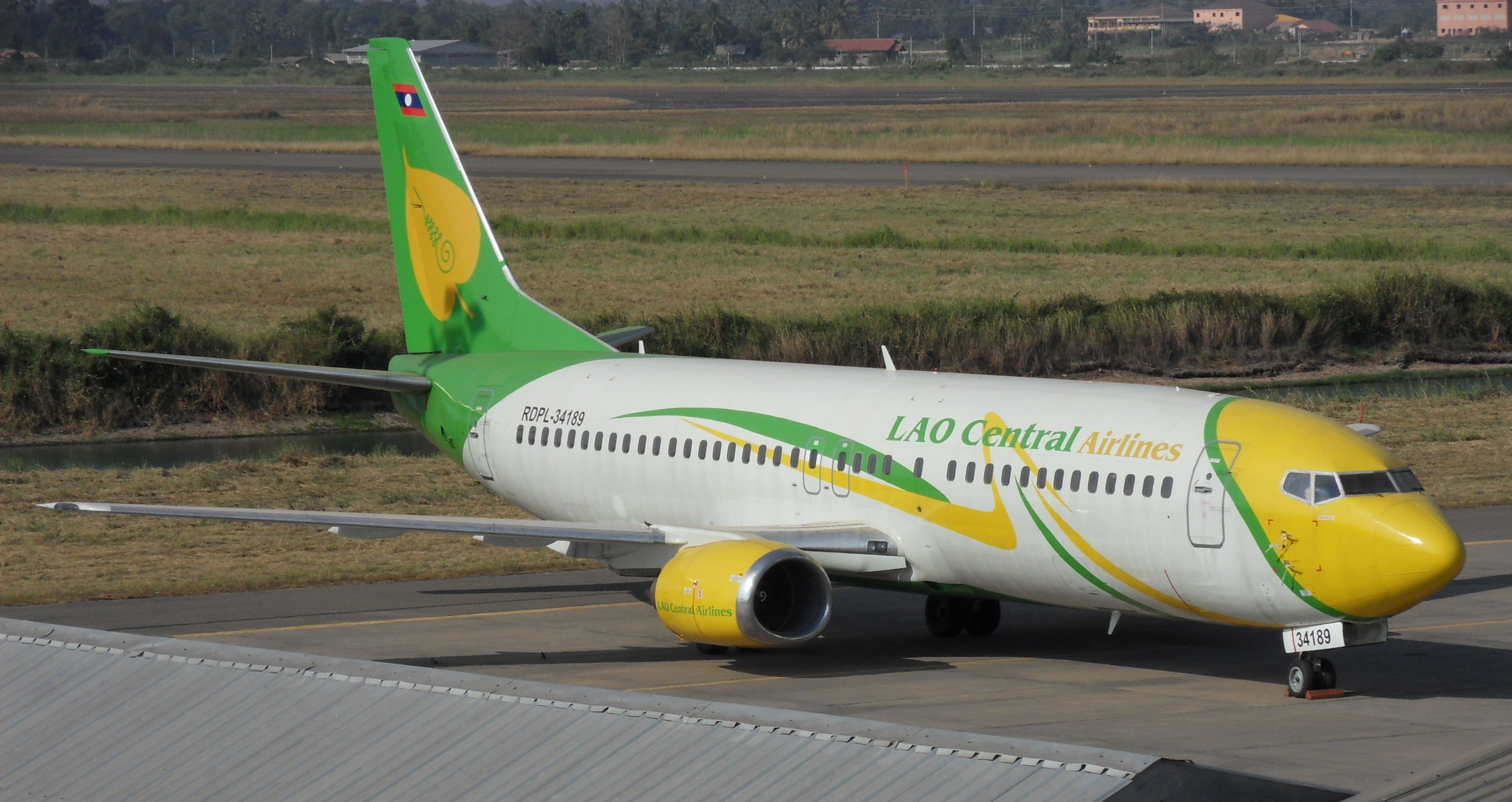
Boeing 737-400 авіакомпанії

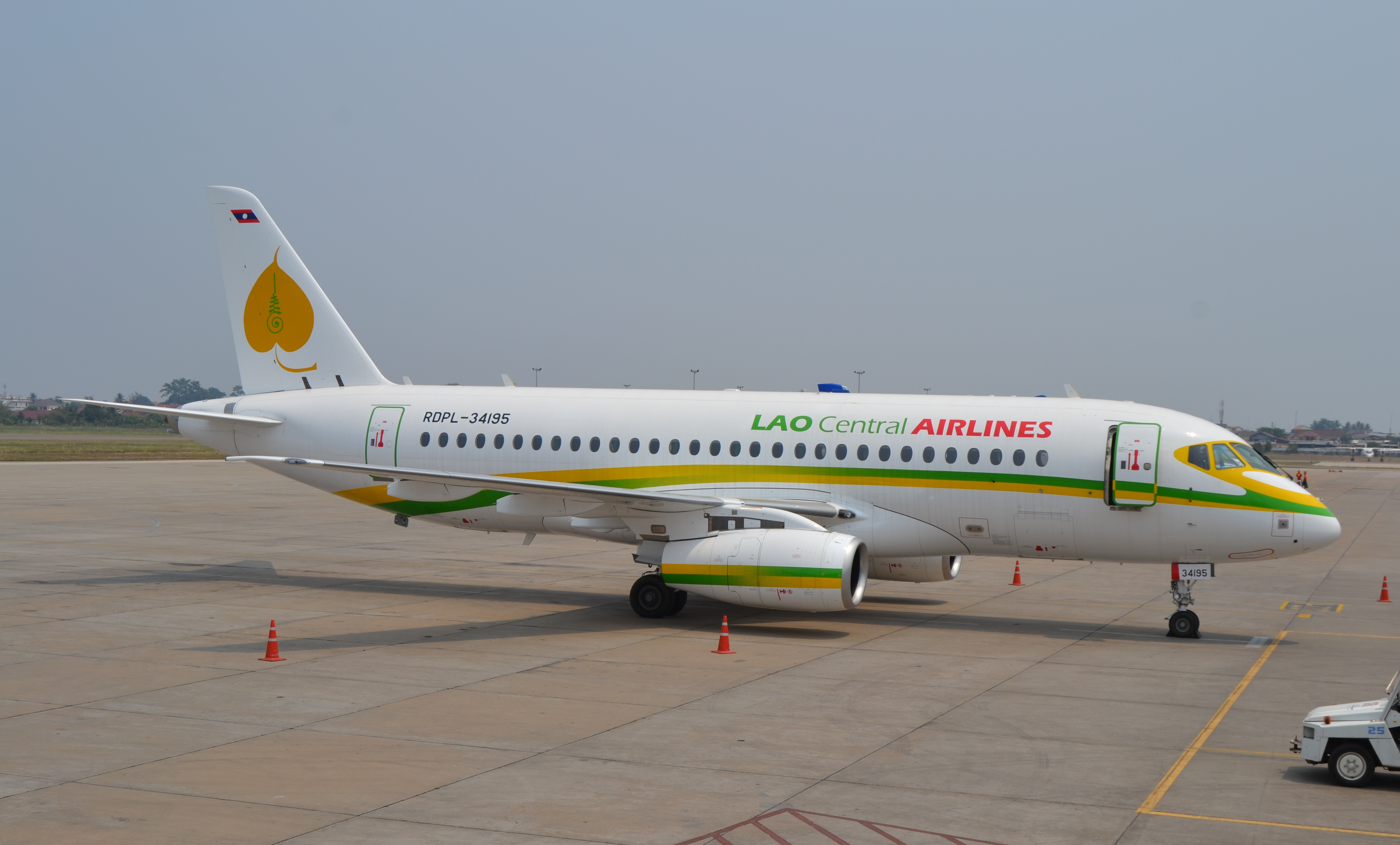
Sukhoi Superjet 100-95 (RDPL-34195)

На момент припинення діяльності у грудні 2013 року флот авіакомпанії складається з двох літаків Boeing 737-400 і одного Sukhoi Superjet
| Літак           | В Експлуатації | Замовлено | Опціон                 | Компонування  | Примітки   |
| --------------- | -------------- | --------- | ---------------------- | ------------- | ---------- |
| Boeing 737-400  | 2              | 168       | RDPL-34183, RDPL-34189 |               |            |
| Sukhoi Superjet | 1              | 2         | 6                      | 93 (8J + 85Y) | RDPL-34195 |
| Всього          | 3              | 2         | 6                      |               |            |

Середній вік літаків на серпень 2013 становить 16.3 років.
Авіакомпанія стала першим експлуатантом російських літаків Sukhoi Superjet в Південно-Східній Азії, всього Lao Central було замовлено 3 таких літака. Після припинення діяльності авіакомпанії два призначалися їй літака були продані іншому замовнику.